# 니컬러스 토머스 라이트

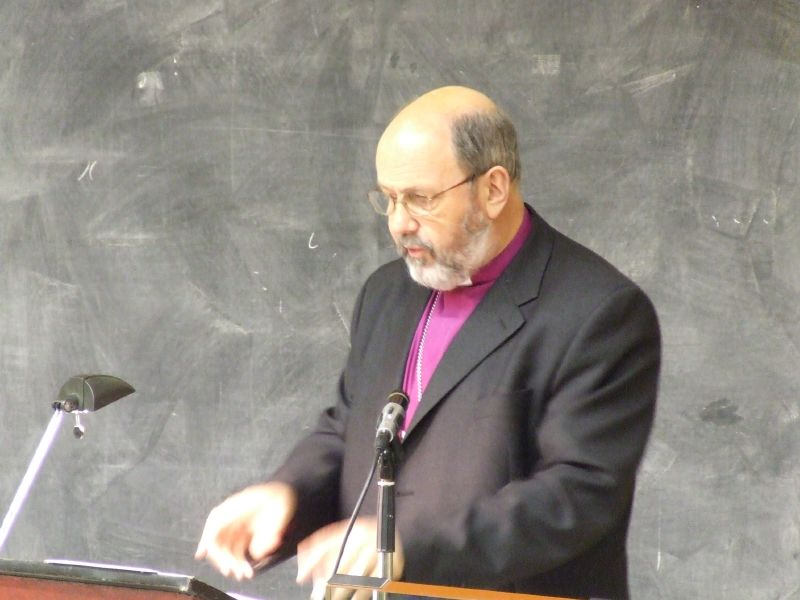
톰 라이트

니컬러스 토머스 라이트 혹은 톰 라이트(영어: Nicholas Thomas Wright, 약칭 N. T. Wright) 주교(1948년 12월 1일~ )는 영국 성공회 주교 겸 기독교 신약성서 학자이다. E. P. 샌더스 그리고 제임스 던과 더불어 바울에 대한 새관점 학파의 주도적 학자이다.

## 경력
영국 모페스(Morpeth) 태생으로 옥스퍼드 대학교의 엑스터 칼리지에서 신학을 공부했으며, 1971년부터 1975년까지 세계성공회대학협의회(CUAC) 가맹학교인 옥스퍼드 위클리프 홀에서 성공회 사목(Anglican ministry)을 공부했다. 성공회 리치필드 주교좌 대성당(Lichfield Cathedral)에서 사목했으며, 옥스퍼드와 케임브리지, 맥길대학교에서 신약성서학을 가르쳤다. 2003년 영국 성공회 더함교구 주교(Bishop of Durham in the Church of England)으로 선출되었다. 2010년 9월부터 더함 교구의 주교(Bishop of Durham)를 사임했고, 현재 영국 스코틀랜드 소재 세인트 앤드류스 대학교 (University St. Andrews)에서 신약성경학과 초기 기독교 역사(New Testament and Early Christianity) 분야의 교수로 있다.

## 신학
그는 신약 분야에서 방대하고 도발적인 저작으로 세계적으로 인정받는 일류 학자다. 전공분야는 역사적 예수와 바울신학이다.
역사적 예수 분야에서는 비판적 실재론을 방법론으로 사용해 소위 '제 3의 질문'(Third Quest for the Historical Jesus)에 속하는 연구를 수행했고, 바울 신학 분야에서는 E. P. 샌더스, 제임스 던과 함께 소위 '바울에 관한 새관점'(the New Perspective on Paul)을 이끌고 있다는 평가를 받는다. 그의 신학의 주요한 내용은 ‘기독교의 기원과 하나님에 대한 질문(Christian Origin and the Question of God)’이라는 5권짜리 시리즈에 잘 드러나 있다.

## 비판
그의 신학 중 특히 '바울에 관한 새관점'에 대해서는 동의하고 따르는 이들도 많지만 비판하는 이들도 많다.
특히 그가 이신칭의에 대해 다룬 내용들은 전통적인 칭의개념을 따르는 이들(특히 개혁주의자들)에 의해 큰 비판을 받고 있다. 그의 비판자들은 톰 라이트가 《바울의 복음을 말하다》에서 개신교의 전통적인 교리인 이신칭의를 부정하고 이신칭의가 바울의 진정한 의도를 왜곡하고 있다고 말하면서, "칭의가 바울 복음의 핵심이 아니다"고까지 주장했다고 지적한다. 이런 맥락에서 톰 라이트를 비판하는 책은 여러 권 출판되었는데 대표적인 신학자들의 책으로는 합동신학대학원대학교에서 조직신학을 담당하는 이승구 교수의 『톰 라이트에 대한 개혁신학적 반응: N. T. 라이트의 신학적 기여와 그 문제점』, 존 파이퍼의 《칭의논쟁》, 박영돈 교수의 《톰 라이트의 칭의론 다시읽기》가 있고, 그 외에도 몇권의 책이 있다. 육군사관학교 법학과 교수를 역임한 임덕규 목사는 《개혁교회를 무너뜨리는 톰 라이트》라는 책에서 "톰 라이트는 그리스도의 의의 전가를 부정하고, 그리스도의 대속의 피라는 단어보다는 '하나님의 나라'라든지 선행이나, 공로로 대치하려 하는데 그 중심에 선 사람이 톰 라이트"라며 "그는 속죄의 복음을 승리의 선언으로 바꾸고 그리스도 의의 전가를 부인함으로 결국 인간의 공로주의 신앙으로 나가고 있다"고 비판했다. 특히 톰 라이트가 "그리스도 복음에서 피라는 말 대신에 하나님 나라로 대신하려는 사이비 주장 때문에 세계 교회는 무서운 시험에 처해 있다"고 주장했다.
또한 그의 새 관점 칭의론은 종교개혁자들의 칭의론과 비교했을 때, 종말에 있을 행위심판에 대한 주장 때문에 '행위구원론적’이며 ‘반(半)펠라기우스주의’(Semi Pelagianism)라는 비판을 받고 있다.
하지만 톰 라이트에 대한 비판 뿐 아니라 옹호 의견도 많다. 톰 라이트의 신학에 대한 비판적 성찰과 응답에 관해서는 《예수, 바울, 하나님의 백성》이라는 책을 참고할 수 있다.

## 같이 보기
- E. P. 샌더스
- 제임스 던
- 바울에 대한 새 관점

## 저서
- 《Simply Christian: Why Christianity Makes Sense》- 한국어판은 《톰 라이트와 함께 하는 기독교여행》(IVP)로 번역되었다.
- 《예수》(원제:The Original Jesus)(살림출판사)
- 《The Challenge of Jesus》(한국성서유니온선교회에서 《Jesus코드》로 역간하였다.)
- 《Who Was Jesus》
- 《Evil and the Justice of God》-IVP에서《악의 문제와 하나님의 정의》로 역간하였다.
- 《The New Testament for Everyone》
- 《The Climax of the Covenant: Christ and the Law in Pauline Theology》. Fortress Press, 1991.
- 《Following Jesus: Biblical Reflections on Discipleship》. Wm. B. Eerdmans, 1997 / SPCK, 1994 - 한국어판은 <<나를 따르라>>(살림출판사)로 번역되었다.
- 《What Saint Paul Really Said: Was Paul of Tarsus the Real Founder of Christianity?》 Wm. B. Eerdmans, 1997.
- 《The Challenge of Jesus: Rediscovering Who Jesus Was and Is》. Hardcover ed. InterVarsity Pr., 1999 / SPCK, 2000
- 《The Resurrection of Jesus: John Dominic Crossan and N.T. Wright in Dialogue.》 Ed. Robert B. Stewart. Paperback ed. Augsburg Fortress, Pub., 2005 / SPCK 2006
- 《Paul: Fresh Perspective.》 Fortress Press, 2005 co-edition SPCK, 2005
- 《The Last Word: Beyond the Bible Wars to a New Understanding of the Authority of Scripture》. Harper SanFrancisco, 2005.
- 《The New Testament and the People of God: Christian Origins and the Question of God. 》Augsburg Fortress, 1992.
- 《Jesus and the Victory of God: Christian Origins and the Question of God》, Volume 2. Augsburg Fortress, 1996.

- 한국어판은 《예수와 하나님의 승리》(크리스챤 다이제스트)로 역간되었다.
- 《The Resurrection of the Son of God.》 Augsburg Fortress, 2003. -한국어판은 《하나님의 아들의 부활》(크리스챤 다이제스트)로 역간되었다.

## 주석시리즈
- 《Matthew for Everyone, Part 1: Chapters 1-15.》 2nd ed. Vol. 1. SPCK and Westminster John Knox Press, 2004.
- 《Matthew for Everyone, Part 2: Chapters 16-28.》 2nd ed. Vol. 2. SPCK and Westminster John Knox Press, 2004.
- 《Mark for Everyone.》 2nd ed. SPCK and Westminster John Knox Press, 2004.
- 《Luke for Everyone.》 2nd ed. SPCK and Westminster John Knox Press, 2004.
- 《John for Everyone, Part 1: Chapters 1-10.》 Paperback ed. SPCK and Westminster John Knox Press, 2004.
- 《John for Everyone, Part 2: Chapters 11-21.》 2nd ed. SPCK and Westminster John Knox Press, 2004.
- 《Paul for Everyone: 1 Corinthians.》 2nd ed. SPCK, 2004.
- 《Paul for Everyone: 2 Corinthians.》 2nd ed. SPCK, 2004.
- 《Paul for Everyone: the Pastoral Letters.》 2nd ed. SPCK, 2004.
- 《Paul for Everyone, the Prison Letters: Ephesians, Philipians, Colossians and Philemon.》 2nd ed. SPCK and Westminster John Knox Press, 2004.
- 《Hebrews for Everyone.》 2nd ed. SPCK, 2004.